# Cría cuervos
Cría cuervos (lett. "Alleva corvi") è un film spagnolo del 1976 scritto e diretto da Carlos Saura e interpretato da Geraldine Chaplin e Ana Torrent.
La pellicola, un dramma psicologico, ha vinto il Grand Prix Speciale della Giuria al 29º Festival di Cannes. Il titolo del film deriva da un'espressione spagnola: Cría cuervos y te sacarán los ojos («Alleva corvi e ti caveranno gli occhi»).

## Trama
Ormai donna, Ana ricorda la sua infanzia di venti anni prima. Si rivede legata da un profondo affetto alla madre, morta poi di un male incurabile, mentre odiava a tal punto il padre - un ufficiale franchista infedele alla sua povera moglie - da volerlo avvelenare (ma la pozione usata era un'innocua polverina). L'uomo morì davvero, ma per infarto, durante un convegno amoroso con una amica di casa.
Dell'orfanella e delle sue due sorelline cominciò allora a occuparsi una zia, Paolina, che però non seppe guadagnarsi il loro affetto. Ana, nei cui sogni tornava continuamente la madre, credette - convinta dei propri poteri magici - di potersi liberare anche di lei, allo stesso modo usato col padre. Naturalmente, neanche a Paolina accadde nulla. Infine, con la riapertura delle scuole, si chiuse per Anna la più triste estate della sua infanzia.

## Produzione
L'attrice protagonista Geraldine Chaplin interpreta il doppio ruolo di Ana adulta e Maria, madre di Ana. Nel ruolo di Maria parla in spagnolo con accento inglese, nel ruolo di Ana adulta invece viene doppiata da Julieta Serrano.
Nel film la bambina ascolta la canzone "Porque te vas" cantata dalla cantante inglese Jeanette in quel periodo molto attiva in terra iberica (richiamando così l'accento della madre Maria). La canzone era stata pubblicata un paio di anni prima ma passò inosservata. Grazie al film canzone e cantante ottennero molta popolarità in diversi paesi europei e anche nel resto del mondo.